# Vincent Floissac
Sir Vincent Frederick Floissac CMG OBE PC QC („The Rt. Hon. Sir Vincent Floissac“, * 31. Juli 1928; † 25. September 2010) war ein lucianischer Jurist und Politiker. Er war der erste Richter aus St. Lucia der Mitglied im Judicial Committee of the Privy Council wurde.

## Leben
Floissac wurde in St. Lucia geboren und erhielt seine Ausbildung am Saint Mary’s College und am University College London und erhielt seine Zulassung (Call to the Bar) durch Gray’s Inn.
Floissac war der erste President of the Saint Lucian Senate 1979 und diente als kommissarischer Governor-General of Saint Lucia vom 30. April 1987 bis 10. Oktober 1988. Später war er Chief Justice und Präsident des Court of Appeal (Berufungsgerichts) des Eastern Caribbean Supreme Court von November 1991 bis Juli 1996. In diesem Posten war Floissac der oberste Richter der Gerichte von Anguilla, Antigua und Barbuda, Britischen Jungferninseln, Dominica, Grenada, Montserrat, St. Kitts und Nevis, St. Lucia und St. Vincent und den Grenadinen. Später war er noch Mitglied des Court of Appeal der Seychellen von 1988 bis 1991. Außerdem vertrat er St. Lucia bei verschiedenen regionalen Tennis-Wettbewerben.
Nach einer langwierigen Krebserkrankung starb Floissac am 25. September 2010 im Alter von 82 Jahren. Er ist auf dem Castries City Cemetery bestattet.